# Île Northwest
L'île Northwest est une île de l'État de Washington dans le Comté de Skagit aux États-Unis.

## Géographie
Elle s'étend sur environ 127 m de longueur pour une largeur de moins de 100 m.